# Rigmor Mydtskovová
Rigmor Mydtskovová (nepřechýleně Rigmor Mydtskov; 23. května 1925, Kodaň – 15. února 2010) byla dánská dvorní fotografka, která je známá svými portréty umělců vystupujících v dánských divadlech, ale především mnoha portréty královny Markéty a dalších členů dánské královské rodiny.

## Raný život
Narodila se v Kodani a dětství strávila v Helsingøru, kde byl její otec Hans Julius Mydtskov také fotografem. Její švédská matka Mary Edit Nermanová byla zdravotní sestrou v Lundu. V roce 1937 se rodina přestěhovala do Kodaně, kde její otec, který od roku 1930 fotografoval v Královském divadle, otevřel studio na adrese Store Kongensgade. Rigmorová se stala učednicí u svého otce se specializací na portréty. Škola se jí moc nelíbila a trávila mnoho času v temné komoře. V roce 1944 dokončila studium jako portrétní fotografka a kopistka.

## Profesní kariéra
V roce 1954 začala postupně pracovat jako divadelní fotografka, nejprve zastupovala svého bratra Jørgena a nakonec převzala jeho pozici, když v roce 1972 odešel do důchodu. Její empatie a umělecký přístup jí pomohly v divadelní práci, oblasti, která ji vždy fascinovala. Kromě angažmá v Královském divadle působila také v mnoha dalších kodaňských divadlech.
Právě v divadle poznala lidský charakter, fotografii a dekorace. Její divadelní fotografie byly často pořízeny během skutečných představení, což odhalovalo další intenzitu a akci. Pracovala s velkým soustředěním a bez přerušení. "Místo fotografa je ve třetí řadě," řekla by. Mezi její nejznámější divadelní fotografie patří herci Poul Reument a Bodil Kjer (1955) a baletka Anna Lærkesen (1963). Fotila ale také osobnosti jako byli například: Bodil Ipsen, Clara Pontoppidan, Mogens Wieth, Ebbe Rode, Ghita Nørbyová, Jørgen Reenberg, Lise Ringheim, Henrik Moritzen, Erik Mørk a Susse Wold. V neposlední řadě spolupracovala na živých deskách Stiga Lomera, Victora Borge a Osvalda Helmutha. 
Krátkou dobu v roce 1952 pracovala jako fotografka pro filmového režiséra Johana Jacobsena ve společnosti Flamingo Film. V roce 1962 se provdala za Steena Rønna, nadaného uměleckého fotografa, který jí pomohl dále rozvíjet její dovednosti.
V roce 1963 ji kontaktovala princezna Margrethe a domluvila si schůzku. Byl to začátek dlouhého vztahu, který v roce 1988 vedl k titulu Fotograf pro Její Veličenstvo královnu.
Později Rigmor Mydtskovová a Rønne přestěhovali své studio na adresu Badstuestræde. Po rozvodu v roce 1975 se z ní stal její vlastní ateliér.
Fotografování královny bylo pro Rigmorovou výzvou, protože si uvědomila, že každý portrét bude historický. Uvědomila si, že lidé v takových pozicích mají tendenci se chovat, jako by byli maskovaní, a snažila se vylíčit osobu za maskou, i když se jí často dařilo zachovat trochu toho tajemství. Jako portrétní fotografka byla jemná, intuitivní a sebevědomá. Její celoživotní dílo je výsledkem neustálého soustředěného úsilí.
Mezi jejími studentkami fotografie byla například Lone Maslocha.

## Výstavy
Rigmor Mydtskovová vystavovala při nesčetných příležitostech, jak v Dánsku, tak v zahraničí. První výstava byla v roce 1955 společně s jejím otcem a jejím bratrem Jørgenem. V roce 1975 se zúčastnila Dánského muzea umění a designu. V roce 1985 měla vlastní výstavu v Magasin du Nord a v roce 1989, ke 150. výročí fotografie, se zúčastnila výstavy Photographers see yourself v Rundetaarnu.
V roce 1991 představila „Portréty královny“ na Auktionshuet Bukowski a v roce 1997 se zúčastnila putovní výstavy Selskaber (Společnosti).

## Celkové hodnocení
V souvislosti s jejím jmenováním čestnou členkou společnosti Dansk Fotografisk Forening v roce 1995 bylo konstatováno, že „její postoj ukazuje, že se nejen svou profesí živí, ale fotografií žije a dýchá“. Rigmor Mydtskovová převzala iniciativu k uspořádání mnoha fotografických výstav, často jako externí zkoušející nebo porotce. V roce 1990 představila dánské fotografy v seriálu v dánské televizi.
Kromě oficiálních fotografií pořízených jako královská fotografka zanechala Mydtskovová definitivní portréty většiny osobností Dánska 20. století. Neúnavně trávila hodiny vysvětlováním svých subjektů, jak se mají prezentovat v jejich nejpřirozenějších, a přesto výrazných pozicích.

## Galerie

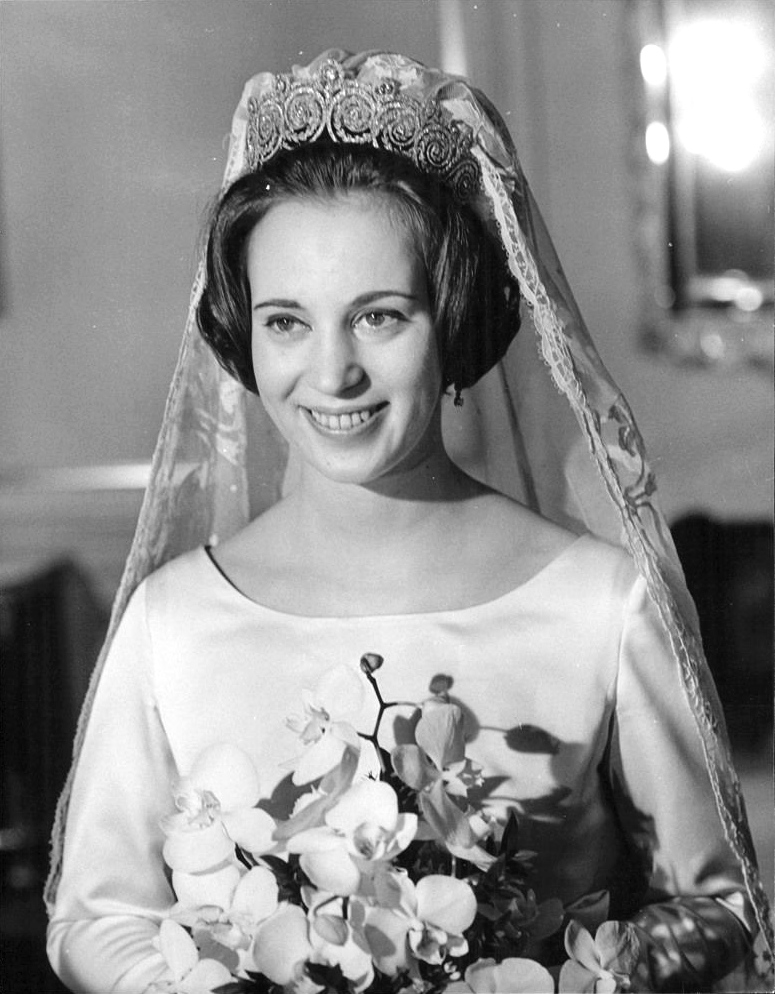
Svatební foto princezny Benedikty Dánské, 4. února 1968
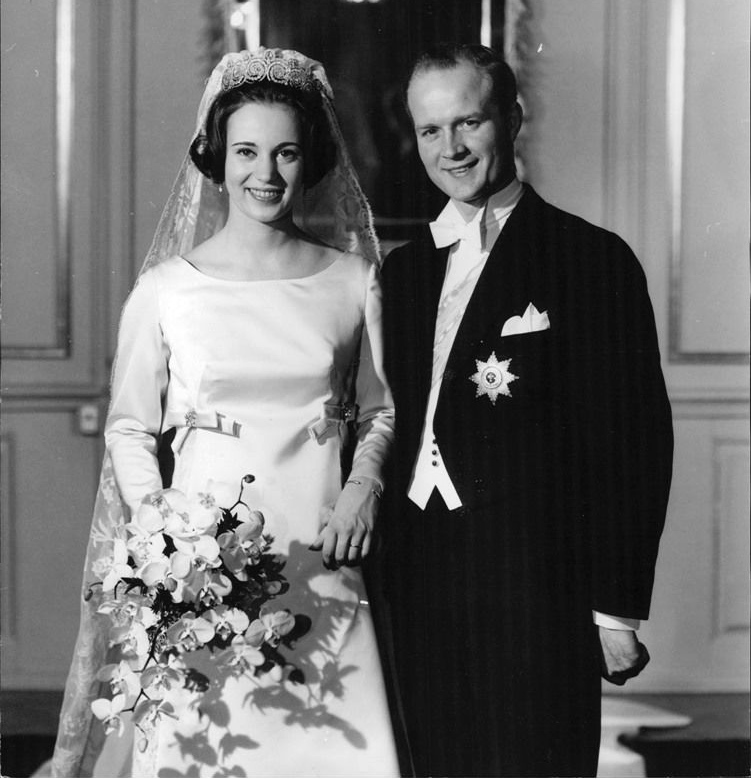
Princezna Benedikta Dánská a Princ Richard, 6. kníže ze Sayn-Wittgenstein-Berleburg
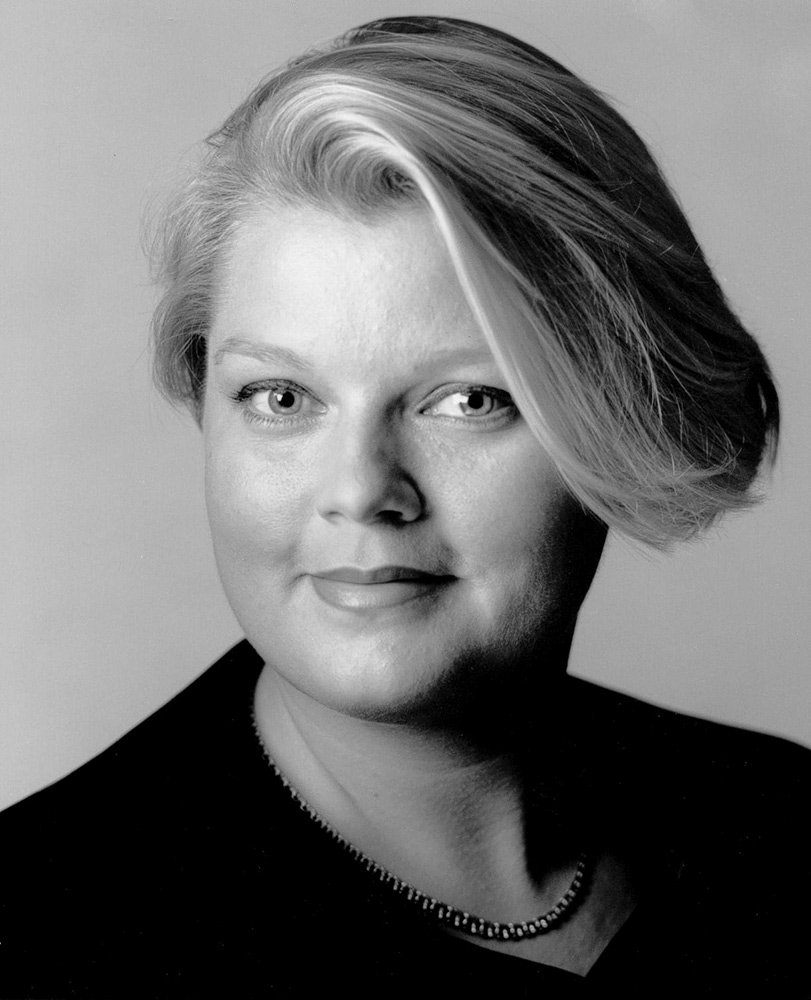
Susanne Resmarková

## Ocenění
- Kunsthåndværkerrådets Årspris 1988
- Rytíř Řádu Dannebrogu 1990
- Bindesbøll Medaillen 1992
- Čestná členka Dansk Fotografisk Forening 1995